# Clam (Charente-Maritime)
Clam település Franciaországban, Charente-Maritime megyében. Lakosainak száma 405 fő (2022. január 1.). Clam Marignac, Neulles, Saint-Georges-Antignac és Saint-Germain-de-Lusignan községekkel határos.

## Népesség
A település népességének változása:
| Lakosok száma | 203  | 209  | 237  | 323  | 412  | 420  | 418  | 407  | 411  | 405  |
|               | 1968 | 1982 | 1990 | 2006 | 2013 | 2015 | 2017 | 2019 | 2020 | 2022 |